# Ian Stewart (baseball)
Pour les articles homonymes, voir Ian Stewart et Stewart.
Ian Kenneth Stewart (né le 5 avril 1985 à Long Beach, Californie, États-Unis) est un ancien joueur de troisième but des Ligues majeures de baseball.

## Carrière

### Débuts
Ian Stewart est le choix de première ronde des Rockies du Colorado en juin 2003 et est le 10e athlète sélectionné cette année-là par un club du baseball majeur.
Reconnu pour sa puissance au bâton, Stewart est considéré par Baseball America avant les saisons 2005 et 2006 comme le joueur le plus prometteur parmi ceux évoluant en ligues mineures dans l'organisation des Rockies.

### Saison 2007
Il fait ses débuts dans les grandes ligues le 11 août 2007 avec les Rockies. Il réussit son premier coup sûr en carrière le lendemain, 12 août, alors qu'il cogne un double comme frappeur suppléant face au lanceur des Cubs de Chicago, Kerry Wood. Le 21 août, il frappe un grand chelem, qui est aussi son tout premier coup de circuit dans les majeures, aux dépens de Tony Armas des Pirates de Pittsburgh. Stewart dispute 35 parties pour Colorado en 2007, mais affiche une faible moyenne au bâton de ,209 avec neuf coups sûrs, un circuit et neuf points produits.

### Saison 2008
En 2008, il prend part à 81 matchs des Rockies, haussant sa moyenne à ,259 avec 69 coups sûrs, 10 circuits et 41 points produits. Durant le mois de juillet, il affiche des statistiques éloquentes : moyenne au bâton de ,432, pourcentage de présence sur les buts de ,519 et moyenne de puissance de ,614 avec 15 points produits, et est élu recrue par excellence du mois dans la Ligue nationale de baseball.

### Saison 2009
En 2009, il obtient la chance de jouer pour un club des majeures sur une base régulière pour la première fois. Le joueur de troisième but claque un sommet personnel de 25 coups de circuit et produit 70 points, mais voit néanmoins sa moyenne au bâton chuter à ,228. Il est le joueur des Rockies le plus souvent retiré sur des prises (138 fois) après son coéquipier Brad Hawpe (145 fois).
Il apparaît dans deux parties de séries éliminatoires en première ronde face à Philadelphie. En deux apparitions au bâton, il est retiré une fois sur des prises et soutire un but-sur-balles.

### Saison 2010
Stewart dispute 121 parties pour Colorado durant la saison 2010, affichant une moyenne au bâton de ,256 avec 18 circuits, 61 points produits, et un nouveau record personnel de 99 coups sûrs, soit deux de plus que la saison précédente.

### Saison 2011
Il partage la saison 2011 entre les majeures et les mineures. En 48 parties pour les Rockies, il frappe sous la ligne de Mendoza avec une faible moyenne au bâton de ,156.

### Saison 2012
Le 8 décembre 2011, Colorado échange Stewart et le lanceur droitier des ligues mineures Casey Weathers aux Cubs de Chicago en retour du voltigeur Tyler Colvin et du joueur de champ intérieur D. J. LeMahieu.

### Saison 2013
Cédé aux ligues mineures, Stewart ne joue pas pour Chicago en 2013 et s'aligne avec les Cubs de l'Iowa, le club-école de l'équipe des majeures. Il ne frappe que pour ,168 en 40 matchs dans les mineures et est suspendu, puis mis à la porte par les Cubs en juin, après avoir publié une série de tweets où il blâme la franchise pour ses insuccès dans les mineures et demande qu'on le laisse signer un contrat avec une autre équipe. Il finit 2013 dans les mineures avec un club affilié aux Dodgers de Los Angeles.

### Angels de Los Angeles
Stewart rejoint les Angels de Los Angeles en janvier 2014. Il doit rater quelques parties au camp d'entraînement après avoir reçu sur le nez un coup de tête de sa fille de 4 ans. Stewart joue 24 parties des Angels en 2014 mais ne frappe que pour ,176 avec 12 coups sûrs, dont deux circuits.